# 约翰·拉东
约翰·卡尔·奥古斯特·拉东（Johann Karl August Radon，1887年12月16日—1956年5月25日）是奥地利数学家。他出生於奥匈帝国波希米亚Tetschen（現在的捷克波希米亚杰钦）。

## 数学贡献
- 拉东-尼科迪姆定理
- Radon–Riesz property（英语：Radon–Riesz property）
- 拉东测度
- 拉东定理
- 拉东变换